# Вересовий проїзд (Житомир)
Вересовий проїзд — проїзд в Корольовському районі міста Житомир.

## Розташування
Знаходиться на теренах Смоківки — Мар'янівки, неподалік хутора Затишшя. З'єднує Мар'янівську вулицю з 5-ю Мар'янівською лінією.

## Історія
Забудова північної сторони проїзду частково наявна до початку Другої світової війни. Решта забудови почала формуватися наприкінці 1980-х років. 
У 1993 році проїзд виник і отримав назву Вересковий.
У 2022 році уточнено назву проїзду відповідно до українського правопису.